# Rajd Nowej Zelandii 2005
Rajd Nowej Zelandii 2005 (36. Propecia Rally New Zealand) – 36. Rajd Nowej Zelandii rozgrywany w Nowej Zelandii od 7 do 10 kwietnia 2005 roku. Była to czwarta runda Rajdowych mistrzostw świata w roku 2005. Rajd został rozegrany na nawierzchni szutrowej. Baza imprezy była zlokalizowana w miejscowości Auckland.

## Zwycięzcy odcinków specjalnych[1]
| Dzień     | OS   | Czas  | Nazwa           | Długość  | Zwycięzca       | Czas    | Śred. pręd. | Lider rajdu    |
| --------- | ---- | ----- | --------------- | -------- | --------------- | ------- | ----------- | -------------- |
| 1 (8 IV)  | SS1  | 09:53 | Parahi          | 25,32 km | Petter Solberg  | 12:59.5 | 116,94 km/h | Petter Solberg |
| 1 (8 IV)  | SS2  | 10:46 | Batley 1        | 19,32 km | Marcus Grönholm | 10:30.7 | 110,28 km/h | Petter Solberg |
| 1 (8 IV)  | SS3  | 11:14 | Waipu Gorge 1   | 11,23 km | Chris Atkinson  | 6:40.0  | 101,07 km/h | Petter Solberg |
| 1 (8 IV)  | SS4  | 11:37 | Brooks 1        | 16,14 km | Marcus Grönholm | 9:45.0  | 99,32 km/h  | Sébastien Loeb |
| 1 (8 IV)  | SS5  | 13:33 | Batley 2        | 19,32 km | Sébastien Loeb  | 10:11.0 | 113,83 km/h | Sébastien Loeb |
| 1 (8 IV)  | SS6  | 14:01 | Waipu Gorge 2   | 11,23 km | Sébastien Loeb  | 6:22.5  | 105,69 km/h | Sébastien Loeb |
| 1 (8 IV)  | SS7  | 14:24 | Brooks 2        | 16,14 km | Sébastien Loeb  | 9:17.7  | 104,19 km/h | Sébastien Loeb |
| 1 (8 IV)  | SS8  | 14:54 | Millbrook       | 10,44 km | Chris Atkinson  | 6:02.5  | 103,68 km/h | Sébastien Loeb |
| 2 (9 IV)  | SS9  | 09:23 | Wairere         | 18,92 km | Sébastien Loeb  | 10:21.9 | 115,31 km/h | Sébastien Loeb |
| 2 (9 IV)  | SS10 | 10:01 | Cassidy 1       | 15,77 km | Sébastien Loeb  | 9:07.3  | 103,73 km/h | Sébastien Loeb |
| 2 (9 IV)  | SS11 | 16:33 | Bull 1          | 31,72 km | Petter Solberg  | 19:36.3 | 97,08 km/h  | Sébastien Loeb |
| 2 (9 IV)  | SS12 | 13:03 | Waipu Caves     | 21,35 km | Petter Solberg  | 11:39.5 | 109,88 km/h | Sébastien Loeb |
| 2 (9 IV)  | SS13 | 13:39 | Cassidy 2       | 15,77 km | Sébastien Loeb  | 8:54.2  | 106,27 km/h | Sébastien Loeb |
| 2 (9 IV)  | SS14 | 14:02 | Bull 2          | 31,72 km | Sébastien Loeb  | 18:58.7 | 100,28 km/h | Sébastien Loeb |
| 2 (9 IV)  | SS15 | 19:30 | Manukau Super 1 | 2,90 km  | Petter Solberg  | 1:23.5  | 125,03 km/h | Sébastien Loeb |
| 2 (9 IV)  | SS16 | 19:51 | Manukau Super 2 | 1,72 km  | Marcus Grönholm | 1:23.9  | 124,43 km/h | Sébastien Loeb |
| 3 (10 IV) | SS17 | 09:03 | Te Hutewai      | 11,14 km | Marcus Grönholm | 7:55.6  | 84,32 km/h  | Sébastien Loeb |
| 3 (10 IV) | SS18 | 09:26 | Whaanga Coast 1 | 29,76 km | Marcus Grönholm | 21:31.8 | 82,94 km/h  | Sébastien Loeb |
| 3 (10 IV) | SS19 | 11:03 | Te Papatapu     | 16,62 km | Marcus Grönholm | 10:51.3 | 91,87 km/h  | Sébastien Loeb |
| 3 (10 IV) | SS20 | 09:03 | Whaanga Coast 2 | 29,76 km | Sébastien Loeb  | 20:44.7 | 86,07 km/h  | Sébastien Loeb |

## Wyniki[2]
| Lp      | Kierowca          | Pilot               | Samochód                   | Czas      | Starta | Grupa | Punkty |
| WRC     | WRC               | WRC                 | WRC                        | WRC       | WRC    | WRC   | WRC    |
| ------- | ----------------- | ------------------- | -------------------------- | --------- | ------ | ----- | ------ |
| 1.      | Sébastien Loeb    | Daniel Elena        | Citroën Xsara WRC          | 3:34:51.6 | 0.0    | A8 M  | 10     |
| 2.      | Marcus Grönholm   | Timo Rautiainen     | Peugeot 307 WRC            | 3:35:41.4 | 49.8   | A8 M  | 8      |
| 3.      | Petter Solberg    | Phil Mills          | Subaru Impreza WRC `05     | 3:36:00.3 | 1:08.7 | A8 M  | 6      |
| 4.      | François Duval    | Stéphane Prévot     | Citroën Xsara WRC          | 3:36:57.9 | 2:06.3 | A8 M  | 5      |
| 5.      | Markko Märtin     | Michael Park        | Peugeot 307 WRC            | 3:38:00.7 | 3:09.1 | A8 M  | 4      |
| 6.      | Toni Gardemeister | Jakke Honkanen      | Ford Focus RS WRC `04      | 3:38:07.9 | 3:16.3 | A8 M  | 3      |
| 7.      | Chris Atkinson    | Glenn MacNeall      | Subaru Impreza WRC `05     | 3:39:28.8 | 4:37.2 | A8 M  | 2      |
| 8.      | Gianluigi Galli   | Guido D’Amore       | Mitsubishi Lancer WRC `05  | 3:41:42.1 | 6:50.5 | A8 M  | 1      |
| PWRC    |                   |                     |                            |           |        |       |        |
| 1.(13.) | Xavi Pons         | Oriol Julià Pascual | Mitsubishi Lancer Evo VIII | 3:50:00.3 | 0.0    | N4    | 10     |
| 2.(14.) | Toshi Arai        | Tony Sircombe       | Subaru Impreza WRX STi     | 3:50:17.3 | 17.0   | N4    | 8      |
| 3.(15.) | Marcos Ligato     | Ruben Garcia        | Subaru Impreza WRX STi     | 3:50:55.4 | 55.1   | N4    | 6      |
| 4.(16.) | Nasir al-Atijja   | Chris Patterson     | Subaru Impreza WRX STi     | 3:50:57.5 | 57.2   | N4    | 5      |
| 5.(18.) | Karamjit Singh    | John Bennie         | Proton Pert                | 3:53:58.7 | 3:58.4 | N4    | 4      |
| 6.(19.) | Federico Villagra | Javier Villagra     | Mitsubishi Lancer Evo VIII | 3:55:32.8 | 5:32.5 | N4    | 3      |
| 7.(20.) | Fumio Nutahara    | Satoshi Hayashi     | Mitsubishi Lancer Evo VIII | 3:56:20.5 | 6:20.2 | N4    | 2      |
| 8.(21.) | Hamed Al-Wahaibi  | David Senior        | Subaru Impreza WRX STi     | 3:56:44.0 | 6:43.7 | N4    | 1      |

1. ↑  Litera M przy oznaczeniu grupy do której należy samochód oznacza, iż tylko ci kierowcy zdobywali punkty dla swoich zespołów liczonych w klasyfikacji producentów na koniec sezonu.

## Klasyfikacja po 4 rundach
Tabele przedstawiają tylko pięć pierwszych miejsc.

### Kierowcy
| Lp. | Kierowca          | Pkt |
| --- | ----------------- | --- |
| 1   | Petter Solberg    | 26  |
| 2   | Sébastien Loeb    | 25  |
| 3   | Markko Märtin     | 23  |
| 4   | Toni Gardemeister | 20  |
| 5   | Marcus Grönholm   | 20  |

### Producenci
| Lp. | Producent                | Pkt |
| --- | ------------------------ | --- |
| 1   | Malboro Peugeot Total    | 43  |
| 2   | Citroën Total            | 31  |
| 3   | Subaru World Rally Team  | 28  |
| 4   | BP Ford World Rally Team | 26  |
| 5   | Mitsubishi Motors        | 24  |